# مارک هاتلی
مارک هاتلی (به انگلیسی: Mark Hateley) زادهٔ ۷ نوامبر ۱۹۶۱ بازیکن فوتبال اهل انگلستان بود که سابقهٔ بازی در تیم ملی فوتبال انگلستان را در کارنامهٔ خود دارد. وی در تاریخ ۲ ژوئن ۱۹۸۴ نخستین بازی ملی خود را در مقابل تیم ملی فوتبال اتحاد جماهیر شوروی سوسیالیستی انجام داد و با حضور در ۳۲ بازی ملی، در تاریخ ۲۵ مارس ۱۹۹۲ واپسین بازی ملی‌اش را در برابر تیم ملی فوتبال چکسلواکی برگزار کرد.
این بازیکن توانسته در بازی‌های ملی، ۹ گل به ثمر برساند.